# Forêts alluviales et lônes du Haut Rhône
Forêts alluviales et lônes du Haut Rhône este o arie protejată (sit de importanță comunitară — SCI) din Franța întinsă pe o suprafață de 2.740,99 ha, integral pe uscat.

## Localizare
Centrul sitului Forêts alluviales et lônes du Haut Rhône este situat la coordonatele 45°47′33″N 5°46′08″E / 45.79238°N 5.76878°E.

## Înființare
Situl Forêts alluviales et lônes du Haut Rhône a fost declarat arie specială de conservare în baza directivei 92/43 din 1992 referitoare la conservarea habitatelor naturale și a faunei și florei sălbatice pentru a proteja 21 de specii de animale.

## Biodiversitate
Situată în ecoregiunea continentală, aria protejată conține 13 habitate naturale: Formațiuni de Juniperus communis pe lande sau pajiști calcaroase, Păduri aluvionare cu Alnus glutinosa și Fraxinus excelsior (Alno-Padion, Alnion incanae, Salicion albae), Pajiști uscate seminaturale și facies de acoperire cu tufișuri pe substraturi calcaroase (Festuco-Brometalia) (* situri importante pentru orhidee), Izvoare petrifiante cu formare de travertin (Cratoneurion), Râuri de munte și vegetația lor lemnoasă cu Salix elaeagnos, Mlaștini calcaroase cu Cladium mariscus și specii de Caricion davallianae, Ape puternic oligomezotrofe cu vegetație bentonică cu Chara spp., Pajiști cu Molinia pe soluri calcaroase, turboase sau argilos-nămoloase (Molinion caeruleae), Liziere de ierburi înalte hidrofile de câmpie și de nivel montan până la alpin, Râuri de munte și vegetația lor lemnoasă cu Myricaria germanica, Cursuri de apă de la nivel de câmpie la nivel montan, cu vegetație Ranunculion fluitantis și Callitricho-Batrachion, Lacuri eutrofice naturale cu vegetație de tip Magnopotamion sau Hydrocharition, Formațiuni stabile xerotermofile de Buxus sempervirens pe pante stâncoase (Berberidion p.p.).
La baza desemnării sitului se află mai multe specii protejate:
- amfibieni (1): izvoraș-cu-burta-galbenă (Bombina variegata)
- mamifere (3): liliac cârn (Barbastella barbastellus), castor (Castor fiber), râs eurasiatic (Lynx lynx)
- nevertebrate (11): Austropotamobius pallipes, croitorul mare al stejarului (Cerambyx cerdo), Coenagrion mercuriale, Coenonympha oedippus, fluturele auriu (Euphydryas aurinia), libelule (Leucorrhinia pectoralis), rădașcă (Lucanus cervus), fluturele purpuriu (Lycaena dispar), Oxygastra curtisii, Phengaris nausithous, Phengaris teleius
- pești (5): zglăvoacă (Cottus gobio), cicar (Lampetra planeri), Parachondrostoma toxostoma, boarță (Rhodeus amarus), clean dungat (Telestes souffia)
- reptile (1): țestoasa de baltă (Emys orbicularis)

Pe lângă speciile protejate, pe teritoriul sitului au mai fost identificate 1 specie de păsări.